# Lonjin
Lonjin (en serbe cyrillique : Лоњин) est un village de Serbie situé dans la municipalité de Ljubovija, district de Mačva. Au recensement de 2011, il comptait 325 habitants.

## Démographie
| 1948 | 1953 | 1961 | 1971 | 1981 | 1991 | 2002 | 2011 |
| ---- | ---- | ---- | ---- | ---- | ---- | ---- | ---- |
| 341  | 349  | 334  | 301  | 286  | 388  | 337  | 325  |

|  |